# 阿日昆都楞镇
阿日昆都楞镇，是中华人民共和国内蒙古自治区通辽市扎鲁特旗下辖的一个乡镇级行政单位。

## 行政区划
阿日昆都楞镇下辖以下地区：
巴彦查干嘎查、哈日淖尔嘎查、巴彦敖宝图嘎查、那仁宝力皋嘎查、哈拉嘎图嘎查、查干朝鲁图嘎查、北萨拉嘎查、巴彦郭勒嘎查、阿木古楞嘎查、萨如拉嘎查、扎哈淖尔开发区社区、罕山林场和阿日昆都楞种畜场。